# Wilbur Shaw

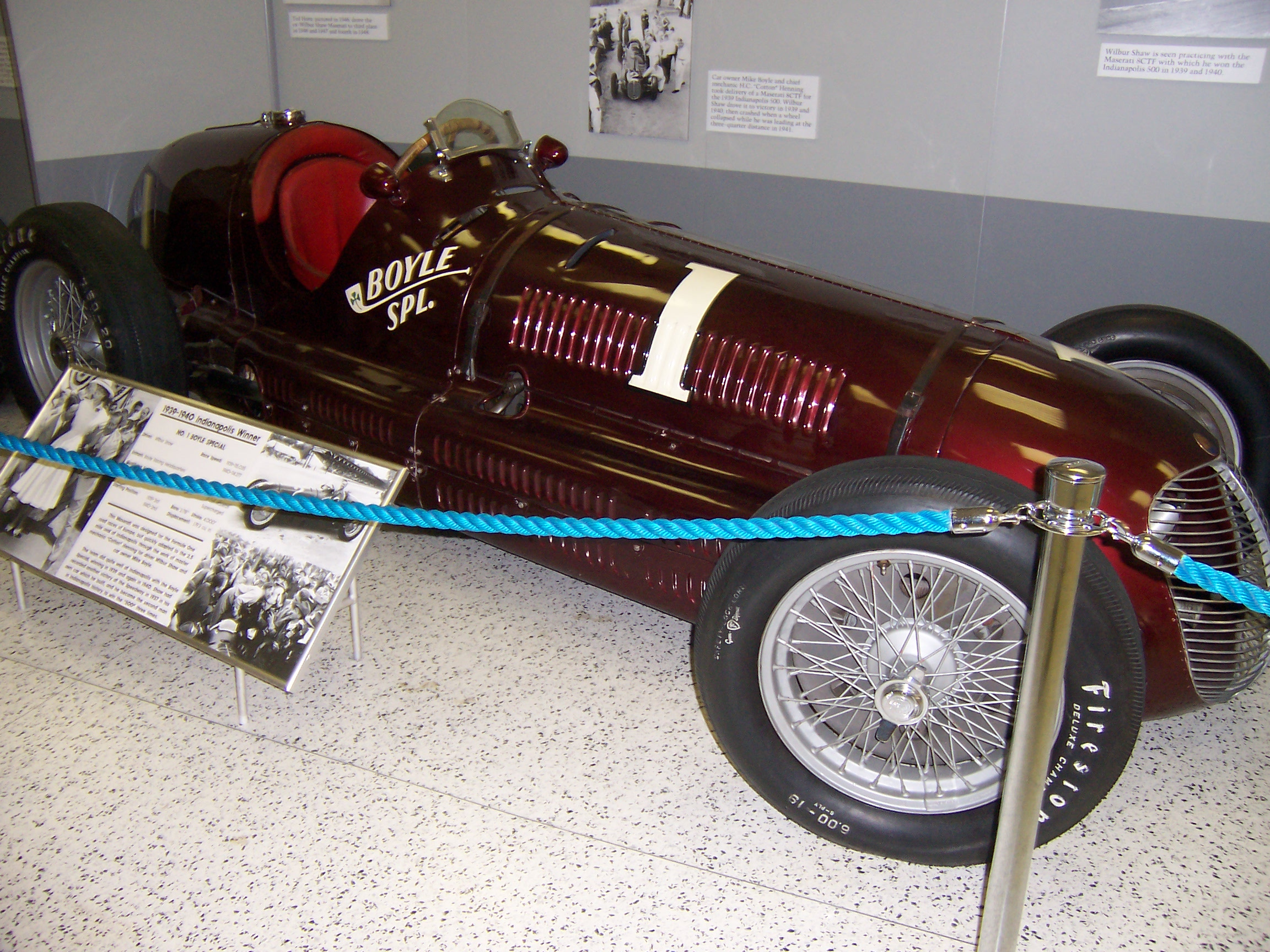
Maserati con la que Wilbur Shaw ganó las 500 Millas de Indianápois de 1939 y 1940

Warren Wilbur Shaw (Shelbyville, Indiana, Estados Unidos, 31 de octubre de 1902 - 30 de octubre de 1954) fue un piloto de automovilismo estadounidense. Obtuvo tres victorias en las 500 Millas de Indianápolis de 1937, 1939 y 1940, y tres segundos puestos en 1933, 1935 y 1938. Además, logró dos títulos en el Campeonato Nacional de la AAA en 1937 y 1939, segundos puestos de campeonato en 1938 y 1940, y terceros en 1929, 1933 y 1935. Obtuvo seis victorias y doce top 3 en 38 carreras disputadas.
Aparte de su actividad como piloto, Shaw se desempeñó como piloto de pruebas de la revista Popular Science. Además, convenció al empresario Tony Hulman de comprar el Indianapolis Motor Speedway en 1945 y reconstruirlo para volver a realizar las 500 Millas de Indianápolis. Shaw se desempeñó como presidente del circuito desde 1945 hasta 1954, cuando murió en un choque de avión.

## Carrera deportiva

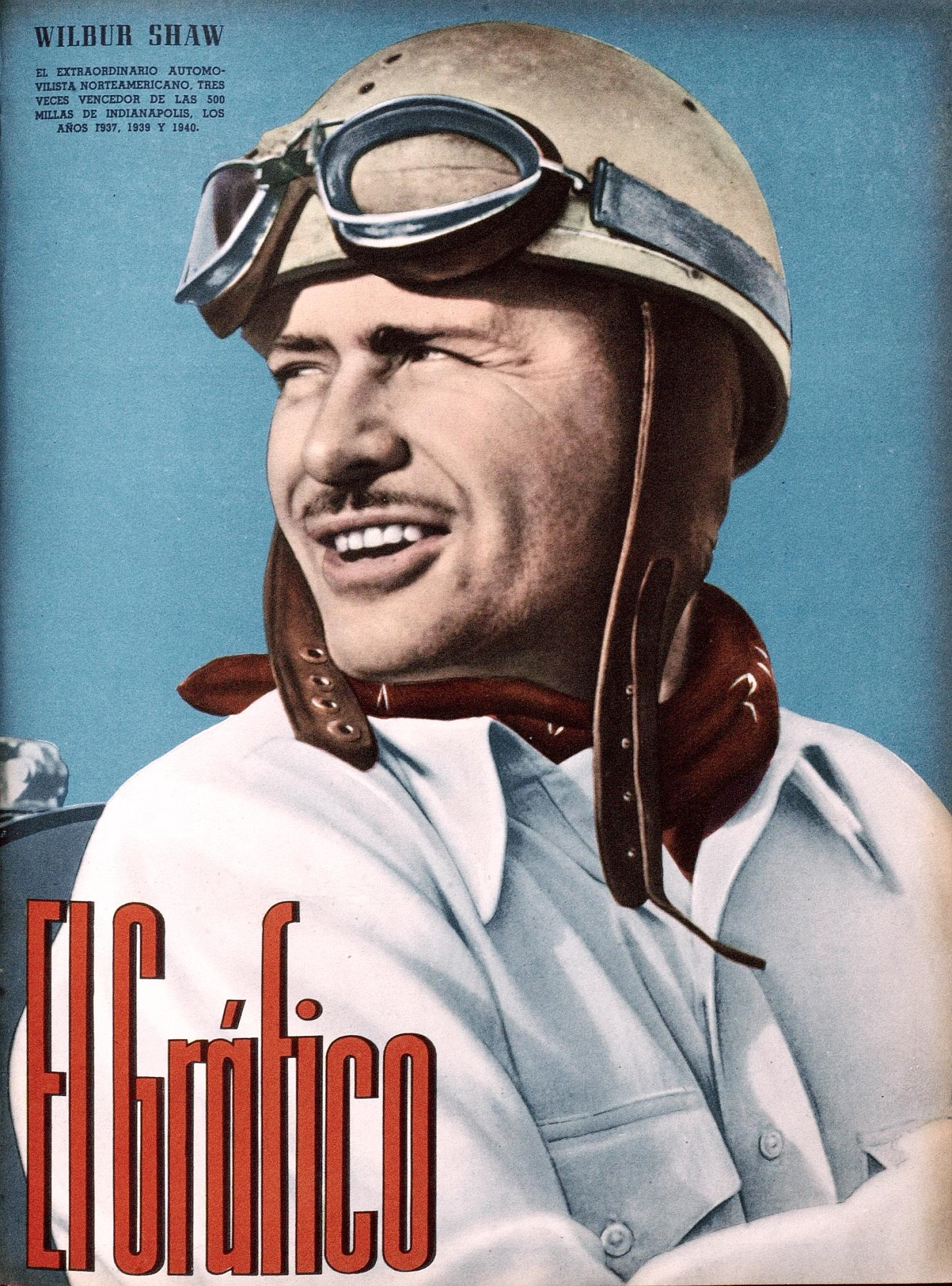
Shaw en 1940.

Shaw disputó su primera carrera de automovilismo en el Hoosier Speedway en 1921. Luego de competir en óvalos en el Medio Oeste de Estados Unidos, debutó en la AAA en las 500 Millas de Indianápolis de 1927, donde llegó cuarto con un automóvil Miller. En 1928 abandonó en la vuelta 44 por falla mecánica; luego relevó durante 30 vueltas a Ray Keech, quien llegó a meta cuarto. El piloto disputó además una segunda carrera en Detroit.
En 1929, el indianés logró cuatro triunfos con Miller en la AAA, aunque solamente los de Detroit y Syracuse fueron válidos por el campeonato. Eso le bastó para resultar tercero en el campeonato, por detrás de Louis Meyer y Ray Keech.
El piloto corrió en seis de las siete fechas de la AAA 1930, siempre con Miller. Logró victorias en Detroit y Bridgeville, y tres séptimos lugares. Por tanto, resultó sexto en el campeonato.
Shaw pasó a correr con Duesenberg en 1931. No clasificó a las 500 Millas de Indianápolis, por lo que se desempeñó como piloto de relevo. Corrió 33 vueltas en lugar de Phil Pardee, chocando en la vuelta 60, y luego se montón en el automóvil de Jimmy Gleason durante 51 vueltas, ayudándolo a obtener el sexto lugar. Luego disputó cuatro carreras como titular, logrando un tercer puesto. Por tanto, quedó 13º en la tabla general.
En 1932 volvió a correr con Miller. Abandonó en las 500 Millas de Indianápolis por falla mecánica, luego de haber liderado 27 vueltas. Luego obtuvo un noveno puesto en Detroit y un quinto en Oakland, terminando así 15º en el campeonato.
El indianánes corrió las tres fechas de la AAA en 1933. En las 500 Millas de Indianápolis, llegó segundo por detrás de Meyer, sin llegar a liderar una sola vuelta. El piloto abandonó en las otras carreras, pero de todos modos resultó tercero en el campeonato frente a Meyer y Lou Moore. En 1940 repitió la victoria ante Rex Mays, con 136 vueltas lideradas.
Shaw abandonó tempranamente en las 500 Millas de Indianápolis de 1934 con su Stevens. Luego relevó a Lou Moore durante 75 vueltas, quien llegó tercero. Por su parte, llegó segundo en Mines Field.
En 1935, Shaw disputó las 500 Millas de Indianápolis con su propio automóvil, llegando segundo por detrás de Kelly Petillo. Luego corrió tres carreras con Miller, obteniendo un cuarto puesto y un octavo. Por tanto, resultó tercero en la tabla general, por detrás de Petillo y Bill Cummings.
El indianés participó en cuatro carreras de la AAA 1936 con automóvil propio. Llegó segundo en Goshen y séptimo en Indianápolis, en tanto que chocó en sus otras dos apariciones. Dichos resultados lo colocaron sexto en el campeonato. También venció en la carrera no puntuable de Springfield, en este caso con un Miller.
Shaw venció en las 500 Millas de Indianápolis de 1937 con su automóvil. Lideró la carrera durante 131 vueltas, y resistió los ataques de Ralph Hepburn en las vueltas finales pese a perder aceite. El piloto venció la carrera por apenas 2,16 segundos de ventaja, lo que sería el récord en dicha prueba hasta la edición 1982 durante más de cuatro décadas. Luego resultó noveno en la Copa Vanderbilt con una Maserati, de modo que obtuvo el campeonato de la AAA ante Ted Horn, Bernd Rosemeyer y Hepburn.
En 1938 llegó segundo con su automóvil por detrás de Floyd Roberts. En 1939 pasó a correr con una Maserati del equipo Boyle. Lideró 51 vueltas y ganó la carrera ante Jimmy Snyder. En 1940 venció ante Mays, Mauri Rose y Horn luego de liderar 136 vueltas. Así, se convirtió en el segundo piloto en ganar tres veces, y el primero en ganar en años consecutivos. En 1941 abandonó cuando llevaba 107 vueltas como líder, tras lo cual se retiró del automovilismo.
El piloto se limitó a disputar las 500 Millas de Indianápolis dichos años. No obstante, resultó campeón en 1939 y subcampeón en 1938 y 1940.